# Cultura di Bijelo Brdo
La cultura di Bijelo Brdo o cultura di Bjelo-Brdo è una cultura archeologica medievale che si sviluppò nei secoli X e XI in Europa centrale. Rappresenta una sintesi della cultura introdotta nel bacino dei Carpazi dai conquistatori Ungari attorno al 900 e delle culture preesistenti nel territorio (attuali Croazia, Ungheria, Romania, Serbia e Slovacchia) prima della conquista ungara. Gli accessori femminili, tra i quali "gioielli di filo intrecciato, pendenti laminati in due pezzi, braccialetti col motivo della testa di serpente" (P. M. Barford), sono i reperti più caratteristici della cultura. La cultura scomparve attorno al 1100, per un motivo molto probabilmente collegato alle leggi adottate sotto i re Ladislao I e Colomanno d'Ungheria che prescrivevano la sepoltura dei defunti in cimiteri posti vicino alle chiese.
Inizialmente si pensò che le necropoli più povere in Ungheria fossero slave e che solo le ricche sepolture di guerrieri a cavallo fossero di Ungari. Quest'interpretazione fu messa in questione negli anni Quaranta ed è ora rifiutata dagli studiosi ungheresi come Béla Szőke, che attribuiscono le sepolture più povere a plebei di etnia magiara.
La cultura prende il nome da un sito archeologico, un cimitero medievale scoperto vicino al villaggio di Bijelo Brdo in Croazia, oggetto di scavi dal 1895. La datazione al VII secolo del Sito 1 fu stabilita da Zdenko Vinski.

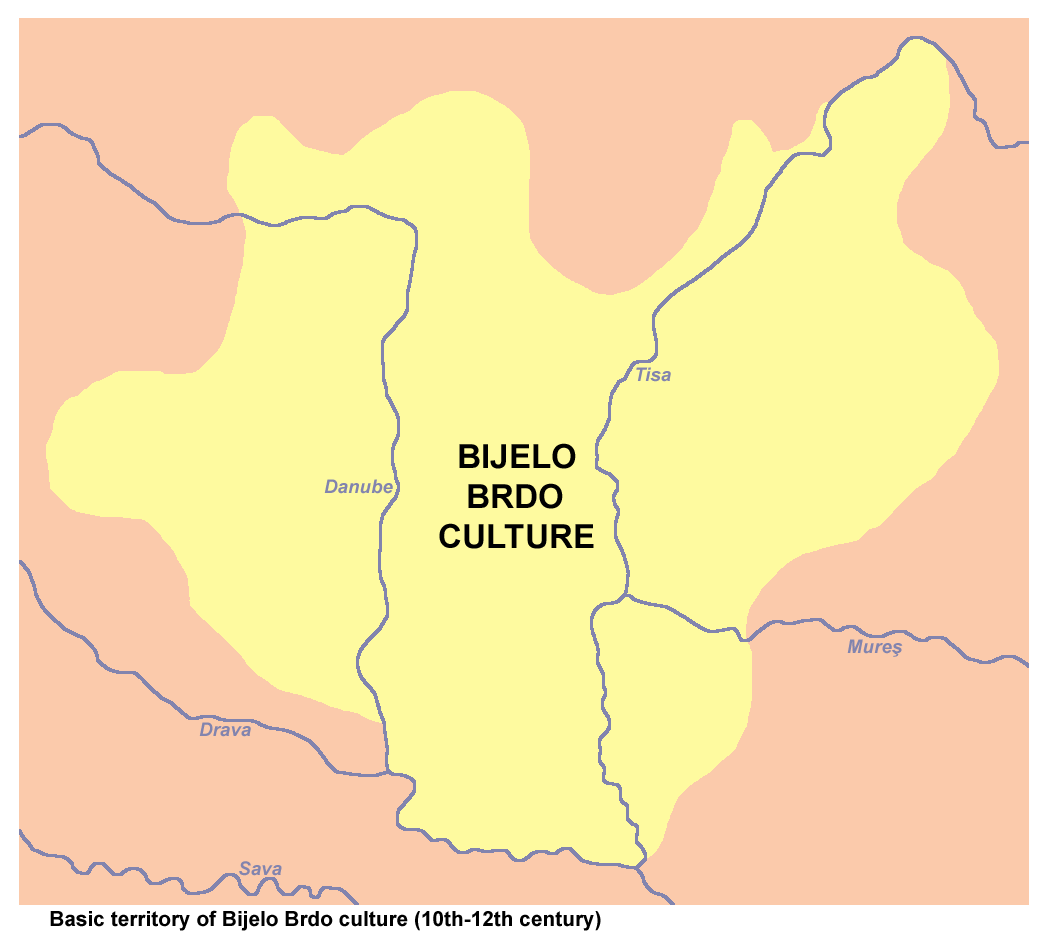
Carta che mostra il territorio della cultura di Bijelo Brdo (secoli X-XII), secondo il libro dell'archeologo russo Valentin Vasil'evič
Sedov. In quest'area non è compreso il villaggio di Bijelo Brdo.

Secondo l'archeologo russo Valentin Vasil'evič Sedov, il territorio della cultura di Bijelo Brdo comprendeva l'attuale Ungheria, la Slovacchia meridionale e parte della Vojvodina serba.